# トキメキパジャマ MARI・NORI・AKIのドッキンタイム
トキメキパジャマ MARI・NORI・AKIのドッキンタイム（トキメキパジャマ マリ・ノリ・アキのドッキンタイム）は、1986年4月13日から1986年10月5日までニッポン放送他NRN各局で放送されていたラジオ番組。

## 概要
当番組は『サトミ・ヒトミ・ユキコの何かいいことないか仔猫ちゃん』（毎日放送（MBSラジオ）、1983年10月16日 - 1984年3月25日）、『奈美子・有希子・小緒里のドキドキラジオ』（東海ラジオ、1984年4月9日 - 1985年10月7日)
、『岡田有希子の夜遊びしナイト』→『有希子・章子・麻里 夜遊びしナイト』（ニッポン放送、1985年10月13日 - 1986年4月6日）に続く、サンミュージック製作の一連のシリーズ枠番組の第四弾。『夜遊びしナイト』に出演していた三人のうち、第一弾の『何かいいことないか仔猫ちゃん』から出演し続けていた岡田有希子が卒業、続投したあとの二人の水谷麻里と岡谷章子（現・岡寛恵）に新たに当時サンミュージック入りしたばかりの酒井法子を加えた三人のパーソナリティでスタートした。
当番組の雰囲気について「同じ下宿の女の子三人が、寝る前にパジャマの格好でおしゃべりといったようなにぎやかさ」と表現されたことがある。その通り、三人とも本当にパジャマ姿でスタジオ入りしトークしていたことがあった。そして、3人が実際に着ていたパジャマのリスナーへのプレゼントが月に4着ずつ行われていた。
最終回は、三人のコンサートという設定と構成のラジオドラマ調のトークを放送。当番組の終了を以って、3年間続いたサンミュージック製作の一連のシリーズは終了した。

## 主なコーナー
モノマネコーナー
- パーソナリティ三人が物真似をそれぞれ披露して競演[2]。

クイズコーナー
- リスナーに三人に関することなどのクイズを出題。三人が実際に着ていたパジャマが正解者の賞品として出されたこともあった[2]。

## 放送時間・ネット局
- ニッポン放送：日曜 25:00 - 25:30
- 北海道放送：土曜 23:40 - 24:10
- 東北放送：日曜 23:30 - 24:00
- 新潟放送：日曜 22:00 - 22:30
- 東海ラジオ放送（事実上の幹事局）：月曜 24:30 - 25:00
- 静岡放送：日曜 22:30 - 23:00
- 毎日放送：土曜 25:00 - 25:30
- 中国放送：日曜 22:00 - 22:30
- 西日本放送：土曜 23:00 - 23:30
- 南海放送：日曜 22:30 - 23:00
- 九州朝日放送：日曜 24:35 - 25:05